# Olaf Scholz
Olaf Scholz, nemški politik, * 14. junij 1958, Osnabrück, Zahodna Nemčija.
Med letoma 2011 in 2018 je bil prvi župan Hamburga, od leta 2009 do 2019 pa tudi namestnik vodje Socialdemokratske stranke (SPD). Na nemških zveznih volitvah leta 2021 je bil Scholz strankin kanclerski kandidat in stranko tudi popeljal do volilne zmage. SPD, Zavezništvo 90/Zeleni in FDP so se dosegle dogovor o oblikovanju koalicijske vlade (koalicija semaforjev). Bundestag naj bi Scholza za kanclerja izvolil med 6. in 8. decembrom 2021.
Scholz je odvetnik. Leta 1985 je bil vpoklican v odvetniško pravo, specializiran za zaposlovalno in delovno pravo. V sedemdesetih letih je postal član SPD, od leta 1998 do 2011 pa je bil poslanec Bundestaga. Leta 2001 je bil član hamburške vlade pod vodstvom prvega župana Ortwina Rundeja, leta 2002 pa bil skupaj z voditeljem SPD in kanclerjem Gerhardom Schröderjem izvoljen za generalnega sekretarja SPD. S tega mesta je odstopil leta 2004 in postal vodja svoje stranke v Bundestagu, kasneje pa je leta 2007 postal član vlade Angele Merkel, in sicer minister za delo in socialne zadeve. Po tem, ko je SPD po volitvah leta 2009 zapustila vlado, se je Scholz vrnil na vodenje SPD v Hamburgu in bil izvoljen tudi za namestnika vodje SPD. Svojo stranko je popeljal do zmage na deželnih volitvah v Hamburgu leta 2011 in postal prvi župan. Funkcijo je opravljal do leta 2018.
Po tem, ko je SPD leta 2018 vstopila v četrto vlado Merklove, je bil Scholz imenovan za ministra za finance in za podkanclerja Nemčije. Leta 2019 je kandidiral za novo uvedeno dvojno vodstvo SPD, in sicer predstavnico zvezne dežele Brandenburg Klaro Geywitz. Kljub temu, da je v prvem krogu dobil največ glasov, je par v drugem krogu 45 % glasov izgubil proti zmagovalcu Norbertu Walter-Borjansu in Saskii Esken. Nato je odstopil s položaja namestnika vodje.
Leta 2020 je bil nominiran kot kandidat SPD za nemškega kanclerja na zveznih volitvah leta 2021. Začel je koalicijska pogajanja z Zelenimi in liberalno stranko FDP, s katerimi so 7. decembra 2021 podpisali koalicijski sporazum, naslednji dan pa je bila vlada s kanclerjem Scholzom na čelu uradno potrjena.

## Mladost
Scholz se je rodil 14. junija 1958 v Osnabrücku v Spodnji Saški, odraščal pa je v okrožju Rahlstedt v Hamburgu. Njegova starša sta delala v tekstilni industriji. Ima dva mlajša brata, Jensa Scholza, anesteziologa in izvršnega direktorja Univerzitetnega medicinskega centra Schleswig Holstein; in Ingo Scholz, tehnološko podjetnico. Olaf je obiskoval osnovno šolo Bekassinenau v Oldenfeldeju, nato pa je prestopil v osnovno šolo Großlohering v Großlohe. Po končani srednji šoli leta 1977 je leta 1978 začel študirati pravo na Univerzi v Hamburgu v okviru enostopenjskega pravnega izobraževanja. Kasneje se je zaposlil kot odvetnik, specializiran za delovno in zaposlitveno pravo. Pri 17 letih se je pridružil Socialdemokratski stranki.
Scholzova družina je tradicionalno luteranska, bil je krščen v nemški evangeličanski cerkvi; ima večinoma posvetne poglede in je v odrasli dobi zapustil Cerkev, vendar je pozval k spoštovanju krščanske dediščine in kulture države.
Scholz se je SPD pridružil leta 1975 kot študent, kjer se je povezal z Jusos, mladinsko organizacijo SPD. Od 1982 do 1988 je bil namestnik zveznega predsednika, od 1987 do 1989 pa tudi podpredsednik Mednarodne zveze socialistične mladine. Podpiral je Freudenberger Kreis, marksistično krilo univerzitetnih skupin Juso, in revijo spw ter v člankih spodbujal »premagovanje kapitalističnega gospodarstva«. V njem je Scholz kritiziral "agresivno-imperialistični NATO", Zvezno republiko kot "evropsko trdnjavo velikih podjetij" in socialno-liberalno koalicijo, ki postavlja "golo vzdrževanje oblasti nad vsako obliko vsebinskega spora". 4. januarja 1984 so se Scholz in drugi Juso voditelji v NDR srečali z Egonom Krenzom, sekretarjem Centralnega komiteja Združenih socialistov Nemčije in članom politbiroja Centralnega komiteja SED Herbertom Häberjem.

## Politična kariera

#### Poslanec Bundestaga
Takrat že nekdanji podpredsednik Mednarodne zveze socialistične mladine Scholz je bil leta 1998, star 40 let, prvič izvoljen za hamburškega poslanca v Bundestagu. V preiskovalnem odboru za vizumsko afero Bundestaga je bil predsednik poslanske skupine SPD. 6. junija 2001 je odstopil, z namenom da prevzame prosto mesto senatorja za notranje zadeve Hamburga pod vodstvom prvega župana Ortwina Rundeja.
V svojem kratkem času kot senator je kontroverzno odobraval prisilno uporabo odvajal za zbiranje dokazov od osumljenih preprodajalcev mamil. Zdravniška zbornica v Hamburgu je izrazila nestrinjanje s to prakso zaradi možnih zdravstvenih tveganj. Funkcijo je zapustil oktobra 2001, po porazu njegove stranke na deželnih volitvah v Hamburgu leta 2001 in z izvolitvijo Oleja von Beusta za prvega župana. Njegov naslednik je bil Ronald Schill.
Scholz je bil na nemških zveznih volitvah leta 2002 ponovno izvoljen v Bundestag. Od leta 2002 do 2004 je opravljal tudi funkcijo generalnega sekretarja SPD; s te funkcije je odstopil, ko je vodja stranke in kancler Gerhard Schröder, ki se je soočal z nezadovoljstvom znotraj lastne stranke in volivci, napovedal odstop z mesta vodje Socialdemokratske stranke.
Scholz je bil eden v vrsti politikov, ki so sprožili razpravo o nemški novinarski normi, ki sogovornikom dovoljuje, da "avtorizirajo" in spremenijo citate pred objavo, potem ko je njegova novinarska ekipa leta 2003 vztrajala pri močno preoblikovanju intervjuja za Die Tageszeitung. Urednik Bascha Mika je to vedenje obsodil kot "izdajo zahteve do svobodnega tiska".
Scholz je bil leta 2005 tiskovni predstavnik SPD v preiskovalnem odboru, ki je preiskoval nemško vizumsko afero. Po zveznih volitvah istega leta je deloval kot prvi parlamentarni sekretar skupine SPD Bundestag. V tej funkciji je tesno sodeloval s šefom CDU-ja Norbertom Röttgenom, da bi upravljal in ohranil veliko koalicijo, ki jo je vodila kanclerka Angela Merkel. Bil je tudi član parlamentarnega odbora za nadzor, ki zagotavlja parlamentarni nadzor nad nemškimi obveščevalnimi službami; BND, MAD in BfV. Poleg tega je bil član parlamentarnega telesa, zadolženega za imenovanje sodnikov na najvišja sodišča, in sicer na Zvezno sodišče (BGH), Zvezno upravno sodišče (BVerwG), Zvezno davčno sodišče (BFH), Zvezno delovno sodišče (BAG) in Zvezno socialno sodišče (BSG).
Scholz je z mandatom Bundestaga odstopil 10. marca 2011, potem ko je bil tri dni prej izvoljen za prvega župana Hamburga.

### Zvezna in deželna politična kariera
Leta 2007 se je Scholz pridružil vladi Angele Merkel in na mestu ministra za delo in socialne zadeve nasledil Franza Münteferinga.
Po zveznih volitvah leta 2009, ko je SPD zapustila vlado, je bil Scholz izvoljen za namestnika vodje SPD, ki je zamenjal Franka-Walterja Steinmeierja. Med letoma 2009 in 2011 je bil tudi član delovne skupine za Afganistan/Pakistan skupine SPD. Leta 2010 je sodeloval na letnem srečanju Bilderberg v Sitgesu v Španiji.

#### Prvi župan Hamburga
Leta 2011 je bil Scholz glavni kandidat SPD na deželnih volitvah v Hamburgu, na katerih je SPD zmagal z 48,3 % glasov in zasedel 62 od 121 sedežev v hamburškem parlamentu. S tem je odstopil kot poslanec Bundestaga. Dorothee Stapelfeldt, prav tako socialdemokratka, je bila imenovana za njegovo podžupanjo.
Scholz je kot prvi župan zastopal Hamburg in Nemčijo na mednarodni ravni. 7. junija 2011 se jeudeležil državne večerje, ki jo je v Beli hiši priredil predsednik Barack Obama v čast kanclerke Angele Merkel. Kot gostitelj letnega dneva sv. Matije je na banket Hamburg za civilne in poslovne mestnih voditeljev povabil več visokih gostov. Med njimi predsednika francoske vlade Jean-Marca Ayraulta (2013), predsednika vlade Davida Camerona (2016) in kanadskega premierja Justina Trudeauja (2017). Od leta 2015 do 2018 je bil tudi komisar Zvezne republike Nemčije za kulturne zadeve v skladu s Pogodbo o francosko-nemškem sodelovanju.
Pod Scholzovim vodstvom so Socialni demokrati leta 2015 zmagali na deželnih volitvah v Hamburgu in prejeli okoli 47 odstotkov glasov. Njegova koalicijska vlada s stranko Zelenih – z voditeljico Zelenih Katharino Fegebank kot namestnico prvega župana – je prisegla 15. aprila 2015.
Leta 2017 so na Scholza padle kritike zaradi kontroliranja nemirov, ki so se zgodili med vrhom G20 v Hamburgu.>

#### Podkancler Nemčije
Po dolgem obdobju oblikovanja vlade po zveznih volitvah leta 2017, med katerimi so se CDU, CSU in SPD dogovorile, da bodo nadaljevale delo v koaliciji, so Scholza vse stranke sprejele kot zveznega ministra za finance. Scholz je skupaj s preostalo vlado prisegel 14. marca 2018, prevzel pa je tudi vlogo nemškega podkanclerja pod Angelo Merkel. V prvih mesecih svojega mandata je postal eden najbolj priljubljenih nemških politikov in dosegel 50-odstotno oceno odobravanja.
Kot odgovor na pandemijo COVID-19 v Nemčiji je Scholz pripravil vrsto reševalnih paketov za gospodarstvo države, vključno s paketom spodbud v višini 130 milijard evrov junija 2020. Scholz je nadziral tudi izvajanje EU naslednje generacije, sklada EU za okrevanje v vrednosti 750 milijard evrov za podporo državam članicam, ki jih je prizadela pandemija, vključno z odločitvijo, da se 90 % od 28 milijard evrov za Nemčijo porabi za varstvo podnebja in digitalizacijo.
S Francijo si je Scholz prizadeval za uvedbo globalnega minimalnega davka od dohodkov pravnih oseb in novih davčnih pravil za tehnološke velikane.
Na vrhu G7 junija 2021 se je G7 dogovoril o minimalnem svetovnem davku, ki ga je predlagal Scholz, v višini najmanj 15 odstotkov za multinacionalna podjetja. Glavni razlog, zakaj so bile vse članice G7 za, je bil ta, da je Scholzu uspelo prepričati ameriškega predsednika Joeja Bidna, za razliko od njegovega predhodnika Donalda Trumpa, o minimalni obdavčitvi. Tudi junija 2021 je Scholz dal Zveznemu centralnemu davčnemu uradu pridobiti informacije o morebitnih davčnih utajiteljih iz Dubaja. Gre za podatke milijonov nemških davkoplačevalcev in informacije o premoženju, ki je skrito pred davčnimi organi v Dubaju. Podatki bi morali služiti za odkrivanje čezmejnih davčnih prekrškov v velikem obsegu.

## Kancler Nemčije
10. avgusta 2020 se je stranka SPD odločila, da bo Scholza imenovala za kanclerskega kandidata stranke na zveznih volitvah leta 2021. Scholz spada v sredinsko krilo SPD, Die Tageszeitung je njegovo nominacijo videl kot zaton strankarske levice. Scholz je popeljal SPD do tesne zmage na volitvah, dobili so 25,8 % glasov in 206 sedežev v Bundestagu. Po tej zmagi je veljal za najverjetnejšega naslednjega nemškega kanclerja v tako imenovani semafor koaliciji z Zelenimi in Svobodno demokratsko stranko (FDP). 24. novembra je bilo objavljeno, da so SPD, Zeleni in FDP dosegli koalicijski dogovor, s Scholzem kot novim nemškim kanclerjem.
Stranke so koalicijski pogovor podpisale 7. decembra 2021. Naslednji dan je v parlamentu potekalo glasovanje, na katerem je bil Olaf Scholz potrjen za novega zveznega kanclerja Nemčije. Podprlo ga je 395 poslancev, 303 so glasovali proti. Podkancler je postal Robert Habeck, eden od dveh vodij Zelenih.

### Domača politika
22. februarja 2022 je Scholz napovedal, da bo Nemčija preklicala svojo odobritev plinovoda Severni tok 2 kot odgovor na rusko priznanje dveh samooklicanih separatističnih republik v Ukrajini. Scholz je nasprotoval temu, da bi Evropska unija dovolila, da Rusijo izključi iz globalnega medbančnega plačilnega sistema SWIFT. Na nujni seji parlamenta 27. februarja je imel Scholz zgodovinski govor, v katerem je napovedal popoln preobrat nemške vojaške in zunanje politike, vključno s pošiljanjem orožja Ukrajini in izjemnim povečanjem nemškega obrambnega proračuna.
Junija 2022 je Scholz dejal, da njegova vlada ostaja zavezana postopni opustitvi jedrske energije kljub naraščajočim cenam energije in odvisnosti Nemčije od uvoza energije iz Rusije. Nekdanja kanclerka Angela Merkel je Nemčijo po jedrski katastrofi v Fukušimi zavezala k postopnemu opuščanju jedrske energije.
6. novembra 2024 je Scholz s položaja odstavil finančnega ministra Christiana Lindnerja, pri čemer je navedel izgubo zaupanja. Lindnerjeva odstavitev je povzročila razpad vladne koalicije. Vladno krizo je zapletlo dejstvo, da je nemško gospodarstvo vstopilo v drugo zaporedno leto recesije. Leta 2024 se je Nemčija soočila tudi s hudo stanovanjsko krizo, kar je Scholz označil za najbolj pereče socialno vprašanje v Nemčiji.
Oktobra 2024 je Scholz posvaril pred deindustrializacijo Nemčije. Decembra 2024 je kritiziral Volkswagnov načrt za zaprtje tovarn v Nemčiji. Predlagal je evropski program subvencij za električna vozila. Obljubil je tudi podporo nemški jeklarski industriji, ki se je soočala z visokimi stroški energije.
Septembra 2024 je javnomnenjska raziskava Infratest dimap izmerila, da je bila javnomnenjska podpora Scholzu 18 odstotna, kar je med najnižje po do takratnih merjenjih za kanclerje.

### Zunanja politika
Scholz je prekinitev prodaje orožja Savdski Arabiji podaljšal tudi v leto 2022. Sprejeta je bila odločitev, da se "ne odobri več nobena izvozna prodaja v države, dokler so neposredno vpletene" v intervencijo Savdske Arabije v Jemnu.

#### Odziv na rusko invazijo na Ukrajino
6. februarja 2022 je Scholz zavrnil zahteve Ukrajine po dobavi orožja in dejal, da Nemčija "že vrsto let zavzema jasno stališče, da ga ne dostavljamo na krizna območja."
Kot odgovor na rusko invazijo na Ukrajino leta 2022 24. februarja 2022 je Scholz močno spremenil nemško porabo za obrambo. 26. februarja 2022 je bil eden izmed več voditeljev Evropske unije, ki so nasprotovali izključitvi Rusije iz mednarodnega plačilnega sistema SWIFT. Scholz je 27. februarja napovedal ustanovitev enkratnega sklada v vrednosti 100 milijard evrov za nemško vojsko. To predstavlja velik premik v nemški zunanji politiki, saj je Nemčija dolgo zavračala povišanje obrambnega proračuna na 2 odstotka svojega BDP, kot je to zahtevala zveza NATO. Poleg povečanja obrambne zaščite lastne države je Scholz v nagovoru nemškemu parlamentu 23. marca poudaril podporo pomoči Ukrajini pri njenem odporu ruski invaziji. V tem istem nagovoru je Scholz trdil, da bo Nemčija storila vse, da se znova zagotovi mir, vključno s sprejemom več sto tisoč ukrajinskih beguncev. Ob tem je vztrajal, da Nato ne bo sodeloval v neposrednem vojaškem spopadu z Rusijo.
Med pritiskom, da se prepove uvoz ruskega plina po Evropi, je Scholz zavrnil ustavitev nemškega uvoza ruskega plina. Kljub temu je aprila 2022 dejal, da si Nemčija prizadeva za ukinitev uvoza ruske energije. Scholz je napovedal načrte za izgradnjo dveh novih terminalov za utekočinjen zemeljski plin. Scholzova vlada je sporočila, da je podpisala dolgoročni sporazum s Katarjem, enim največjih svetovnih izvoznikov utekočinjenega zemeljskega plina. Scholz je tudi nasprotoval razveljavitvi načrtovanega konca nemške jedrske energije, češ da so tehnični izzivi preveliki.
9. maja 2022 je Scholz dejal, da so se Rusi in Ukrajinci med drugo svetovno vojno nekoč borili skupaj proti "morilskemu nacionalsocialističnemu režimu" nacistične Nemčije, zdaj pa "Hoče Putin strmoglaviti Ukrajino in uničiti njeno kulturo in identiteto ... [in] celo glede njegovo barbarsko agresivno vojno kot enakovreden boju proti nacionalsocializmu. To je potvarjanje zgodovine in sramotno izkrivljanje.«
Scholz je 16. junija 2022 skupaj s francoskim predsednikom Emmanuelom Macronom in italijanskim premierjem Mariom Draghijem obiskal ukrajinsko prestolnico Kijev, da bi se srečal s predsednikom Volodimirjem Zelenskim. Govorili so o različnih temah, kot sta vojna v Ukrajini in članstvo Ukrajine v Evropski uniji. To je nasprotje njegovega prejšnjega stališča, da ne bo obiskal Ukrajine, saj je Zelenski grajal nemškega predsednika Frank-Walterja Steinmeierja zaradi njegovega prispevka h krepitvi vezi med Moskvo in Berlinom.

### Nezaupnica in poraz na volitvah
Po pretresu v vladni koaliciji, ki so jo zapustili liberalci, je bila 16. decembra 2024 Scholzu v Bundestagu izglasovana nezaupnica, kar je utrlo pot volitvam, ki so bile 23. februarja 2025. Na njih je stranka SPD prejela 16,4 odstotka glasov, kar je najslabši rezultat po deležu glasov po zveznih volitvah leta 1887, ki so potekale v Nemškem cesarstvu. S tem je stranka padla na tretje mesto in prvič po letu 1933 padla pod 20 odstotkov.
Po objavi prvih rezultatov je Scholz napovedal, da ne bo želel biti del vlade pod vodstvom Friedricha Merza. Posledično je bil sovodja SPD Lars Klingbeil razglašen za novega vodjo stranke v bundestagu. Scholz je ostal v novoizvoljenem parlamentu, 21. bundestagu, kot običajen član, saj je bil neposredno izvoljen v svojem volilnem okrožju s prvim glasovanjem na nemških zveznih volitvah leta 2025.

## Politični nazori
Znotraj SPD Scholz prihaja iz zmernega krila stranke. Zaradi njegove avtomatizirane in mehansko zveneče izbire besed na tiskovnih konferencah in intervjujih so ga mediji poimenovali "Sholzomat". Leta 2013 je dejal, da se mu zdi pripis "zelo primeren".
Po zveznih volitvah leta 2017 je bil Scholz javno kritičen do strategije in sporočil vodje stranke Martina Schulza ter objavil dokument z naslovom »Brez izgovorov! Odgovorite na nova vprašanja za prihodnost! Jasna načela!" S svojimi predlogi za reformo stranke so ga na široko razlagali kot potencialnega izzivalca ali naslednika Schulza znotraj SPD. V tednih po tem, ko je njegova stranka prvič začela tehtati vrnitev v vlado, je Scholz pozival k kompromisu in bil eden od članov SPD, ki je bil bolj naklonjen drugi veliki koaliciji.
Scholz se že nekaj let zavzema za davek na finančne transakcije. Strokovnjaki so del njegovih načrtov kritizirali, ker so menili, da bo prizadel predvsem male delničarje. Decembra 2019 je spodbudil uvedbo tega davka na ravni EU. Po osnutku bi moral biti nakup delnic obdavčen, ko gre za delnice podjetij, ki so vredne najmanj milijardo evrov. Novinar Hermann-Josef Tenhagen  kritiziral to različico transakcijskega davka, ker se je osnovna ideja o močnejšem obdavčevanju bogatih dejansko spremenila v nasprotno. Poročilo Kielskega inštituta za svetovno gospodarstvo, ki ga je leta 2020 naročila zvezna vlada, je potrdilo enake pomanjkljivosti v davčnem konceptu, na katere je opozoril Tenhagen.
Odkar je prevzel funkcijo ministra za finance, je Scholz zavezan stalnemu cilju brez novih dolgov in omejene javne porabe. Leta 2018 je predlagal vzpostavitev vseevropskega sistema zavarovanja za primer brezposelnosti, da bi bilo evrsko območje bolj odporno na prihodnje gospodarske pretrese. Uvesti želi tudi davek na finančne transakcije.

## Zasebno
Olaf Scholz je poročen s politično kolegico iz SPD Britto Ernst. Par je živel v hamburškem okrožju Altona, nato pa se leta 2018 preselil v Potsdam. Scholz je bil vzgojen v glavni protestantski evangeličanski cerkvi v Nemčiji, vendar jo je pozneje zapustil in njegovo trenutno versko prepričanje ni znano.